# A medvedisznóember
A Medvedisznóember (ManBearPig) a South Park című rajzfilmsorozat 145. része (a 10. évad 6. epizódja). Elsőként 2006. április 13-án sugározták az Egyesült Államokban. Magyarországon 2007. november 9-én mutatta be a Cool TV.
Ez az epizód Al Gore "Kellemetlen igazság" című filmjét figurázza ki, amelyben a globális felmelegedés okait leplezi le. Gore vehemenciáját egy kitalált élőlény utáni hajszával jelképezik: a Medvedisznóemberével, amiben egyedül csak ő hisz.

## Cselekmény
|  | Alább a cselekmény részletei következnek! |

Az Egyesült Államok volt alelnöke, Al Gore ellátogat a South Park-i általános iskolába. Itt előadást tart a gyerekeknek a félelmetes medvedisznóemberről: a kreatúra félig ember, félig, medve, és félig disznó, és az emberek életére tör. Azt is elmondja, hogy senki nem hisz neki, pedig ő az igazat mondja, "tökre komolyan", ahogy ő fogalmaz. Később, miközben a fiúk kosaraznak, Gore medvedisznóembernek öltözve odamegy hozzájuk. Saját bevallása szerint csak álcázza magát, hogy elkaphassa a lényt. Ekkor Randy hazaviszi a srácokat. Közli velük, hogy Al Gore csak azért csinálja ezt, mert senki nem figyel rá és nincsenek barátai. Az éjszaka közepén Gore felhívja Stant, és egy kora reggeli megbeszélésre hívja a fiúkat - annak ígéretével, hogy még hatalmában áll igazolt hiányzást adni nekik arra a napra. Stan, Kyle, Cartman és Kenny el is mennek hozzá, aki a nyomára bukkant a medvedisznóembernek. Szerinte a lény a Szeles-barlangokban rejtőzik.
A barlangban az idegenvezetés során Gore idegesítő kérdéseket tesz fel, majd letéríti a fiúkat a túraútvonalról. A szél fújását a medvedisznóember üvöltésének hiszi, ezért lövöldözni kezd, aminek hatására beonlik a barlang és a fiúk csapdába esnek. Gore és a többi turista kimenekülnek, és a volt alelnök mindent a lényre fog. Eközben a fiúk, akiket halottnak hisz, a kijáratot keresik. Cartman az egyik járatban talál egy rakás kincset, amit nem akar senkivel se megosztani. Ezért aztán elhatározza, hogy egyesével lenyeli az aranyat, hogy magában csempéssze azt ki, nehogy a többiek (különösen Kyle) megneszeljék. Közben a felszínen megérkeznek a különleges mentőosztagok, de Gore még mindig a medvedisznóember miatt aggódik, ezért elárasztja a járatokat, hogy végezzen a lénnyel. Odalent Cartman beteg lesz a sok lenyelt kincstől, amiről a többiek nem tudnak, így Kyle az életét kockáztatja, hogy megmentse őt az áradástól. Mikor felérnek a felszínre, éppen az ő emlékükre szervezett gyászszertartásra toppannak be, ahol Al Gore önmagát fényezi a medvedisznóember megölése miatt. Mikor meglátja a fiúkat, megváltoznak a szavai, és azt állítja, hogy ő mentette meg őket, de Stan bedühödik, és lehordja a viselkedése miatt. Ettől azonban még nem változik meg Gore véleménye, sőt úgy dönt, hogy önnön dicsőségére egy filmet is forgat a medvedisznóember legyőzéséről, saját magával a főszerepben. Közben Cartman megpróbál meglépni, de nem bírja tovább visszatartani, és kiüríti magából az összes kincset, mindenki szeme láttára. Csakhamar kiderül azonban, hogy a kincs nem valódi, csak replika, amivel a turisták szoktak fényképezkedni, és körülbelül 14 dollárt ér.